# Conjectura dos primos gêmeos
A conjectura dos primos gêmeos aponta que existem infinitos números primos gêmeos, porém até hoje não se pôde provar nem refutar tal afirmação. Em 17 de abril de 2013, Zhang Yitang anunciou a prova de que para algum número inteiro n que é no máximo 70 milhões, existem infinitos pares de primos com distância n entre si. O trabalho de Zhang foi aceito pelo Annals of Mathematics no início de maio de 2013. A conjectura dos primos gêmeos é o caso no qual n = 2.

## Primos gêmeos
Números primos são considerados gêmeos quando dois deles — {\displaystyle p,q} — ocorrem em sequência, tais que {\displaystyle p+2=q}. Alguns exemplos desse fenômeno são: {\displaystyle 5,7;17,19;29,31}.

### Equação para a  solução da conjectura dos primos gêmeos
Na multiplicação de dois números da forma {\textstyle (6K_{2}\pm 1).(6K_{3}\pm 1)}  onde  os dois números podem ser ambos primos ou ambos compostos ou um deles primo e o outro composto teremos o seguinte resultado:  {\textstyle (6K_{2}\pm 1).(6K_{3}\pm 1)=6.6K_{2}.K_{3}\pm 6.K_{2}\pm 6.K_{3}\pm 1}, que podemos escrever {\textstyle 6K\pm 1=6(6K_{2}.K_{3}\pm K_{2}\pm K_{3})\pm 1}
Simplificando esta expressão temos   {\textstyle K=6K_{2}K_{3}\pm K_{2}\pm K_{3}}  ( equação A)
Sabemos que {\textstyle 6K\pm 1}  terá ao menos uma solução para este valor de {\displaystyle K} e será um número composto nestes casos, porque foi obtido por uma multiplicação.
Se a ( equação A) não tiver nenhuma solução com qualquer par de valores inteiros para {\displaystyle K_{2},K_{3}} significa que a equação {\displaystyle 6K\pm 1} não nos leva a número composto consequentemente nos casos sem solução esta equação representa o  par de números gêmeos vizinhos a {\displaystyle 6K} .